# Ariadne merionoides
Ariadne merionoides är en fjärilsart som beskrevs av Holland 1891. Ariadne merionoides ingår i släktet Ariadne och familjen praktfjärilar. Inga underarter finns listade i Catalogue of Life.